# Austin Florian
Austin Florian (12 september 1994) is een Amerikaans skeletonracer.

## Carrière
Florian maakte zijn wereldbekerdebuut in het seizoen 2018/19 waar hij 15e werd, het seizoen erop werd hij 16e.
In 2019 nam hij voor het eerst deel aan het wereldkampioenschap waar hij 8e werd en 4e in de landenwedstrijd. In 2020 deed hij opnieuw deel en werd 22e individueel en 7e in de gemengd team competitie.
Florian heeft een ingenieursdiploma behaald aan de Clarkson University in 2016 waar hij ook aan competitief skiën deed (Alpine).

## Privé
Florian groeide op in een gezin dat deed aan professioneel skiën, zowel hij zijn zus Erika en vader Sean deden aan skiën. Ze hebben een eigen bedrijf ProTek Ski Racing waarmee ze uitrustingen maken en verkopen om aan sport skiën te doen.

## Resultaten

### Wereldkampioenschappen
| Jaar | Plaats    | Resultaat                         |
| ---- | --------- | --------------------------------- |
| 2019 | Whistler  | 8e Individueel 4e Landenwedstrijd |
| 2020 | Altenberg | 22e Individueel 7e Gemengd team   |
| 2021 | Altenberg | 15e Individueel                   |

### Wereldbeker
Eindklasseringen
| Seizoen   | Rang |
| --------- | ---- |
| 2018/2019 | 15e  |
| 2019/2020 | 16e  |
| 2020/2021 | 19e  |
| 2021/2022 | 23e  |
| 2022/2023 | 8e   |